# 鳥取県道252号尾高淀江線
鳥取県道252号尾高淀江線（とっとりけんどう252ごう おだかよどえせん）は、鳥取県米子市を通る一般県道である。

## 概要
米子市尾高から米子市淀江町西尾原に至る。

### 路線データ
- 起点：鳥取県米子市尾高（大山入口交差点、鳥取県道24号米子大山線上、鳥取県道53号淀江岸本線交点）
- 終点：鳥取県米子市淀江町西尾原（大山広域農道交点）

## 路線状況

### 重複区間
- 鳥取県道24号米子大山線（米子市尾高・大山入口交差点（起点） - 米子市泉）
- 鳥取県道299号赤松淀江線（米子市淀江町平岡 - 米子市淀江町西尾原）

## 地理

### 通過する自治体
- 鳥取県
  - 米子市

### 交差する道路
| 交差する道路                                               | 交差する場所 | 交差する場所          |
| ---------------------------------------------------------- | ------------ | --------------------- |
| 鳥取県道24号米子大山線 重複区間起点 鳥取県道53号淀江岸本線 | 尾高         | 大山入口交差点 / 起点 |
| 鳥取県道24号米子大山線 重複区間終点                        | 泉           |                       |
| 鳥取県道299号赤松淀江線 重複区間起点                       | 淀江町平岡   |                       |
| 鳥取県道299号赤松淀江線 重複区間終点                       | 淀江町西尾原 |                       |
| 大山広域農道                                               | 淀江町西尾原 | 終点                  |

### 沿線
- 大山カントリー